# Kou Shibasaki Live Tour 2010 〜ラブ☆パラ〜
「Kou Shibasaki Live Tour 2010 〜ラブ☆パラ〜」（コウ シバサキ ライブツアー2010 ラブパラ）は、柴咲コウのライブビデオ。

## 収録曲
1. ラブマイノリティー
2. Sweet Dream
3. よくある話 〜喪服の女編〜
4. 風の果て
5. プリズム
6. 君の声
7. かたち あるもの
8. ラバソー 〜lover soul〜
9. notice of the way it is
10. break a spell
11. 再生
12. ホントだよ
13. 最愛
14. memory pocket -メモポケ-
15. 恋愛感染経路
16. n0w
17. dive
18. KISSして
19. 百年後
20. きみが残していったもの
21. 月のしずく
22. 泣いていい
23. 小さな部屋